# Julien Médécin
Julien Médécin (3 novembre 1894 – 26 gennaio 1986) è stato un architetto monegasco.
Ha vinto una medaglia di bronzo in Design Urbanistico alle Olimpiadi di Parigi 1924 (quell'anno nessuna medaglia d'oro è stata assegnata). Gli è stata conferita la medaglia per il progetto dello stadio di Montecarlo a Monaco.
Rimane l'unico concorrente monegasco ad aver vinto una medaglia olimpica in qualsiasi disciplina, tuttavia le medaglie delle gare d'arte non sono più riconosciute dal Comitato Olimpico Internazionale. Di conseguenza il Principato di Monaco, che ha preso parte a 31 edizioni dei Giochi Olimpici (21 estive e 10 invernali al 2021), ha il maggior numero di presenze olimpiche senza aver vinto nessuna medaglia nelle competizioni sportive olimpiche.